# NGC 635
NGC 635 je spiralna galaktika u zviježđu Kitu.

## Vanjske poveznice
- SEDS: NGC 0635